# グスタボ・クエジャル
グスタボ・レオナルド・クエジャル・ガジェゴス（スペイン語: Gustavo Leonardo Cuéllar Gallegos、1992年10月14日 - ）は、コロンビアのサッカー選手。アル・シャバブ所属。コロンビア代表。ポジションはMF。

## クラブ歴

### デポルティーボ・カリ
デポルティーボ・カリの下部組織出身で2009年にトップチームで選手となった。2013年にプロ初得点を記録した。
2014年夏から2015年末にかけてアトレティコ・ジュニオールに期限付き移籍。アレクシス・メンドーサが監督に就任するとレギュラーとして活躍した。

### フラメンゴ
2016年1月20日にCRフラメンゴへの移籍が発表された。移籍金は800万ユーロで、保有権の70%をフラメンゴが買い取ったと報じられている。しかしながら同年はレギュラーを掴む事は出来ず、カンピオナート・ブラジレイロ・セリエAでは出場16試合、うちスターティングメンバーは4試合といった具合であった。
2017年に先立ってはECヴィトーリアへの期限付き移籍の噂が報じられた。その他のクラブからも興味を持たれていたが残留し、カンピオナート・カリオカで6試合に出場し同リーグを優勝、コパ・ド・ブラジルでも得点を記録するなどの結果を残した。レイナルド・ルエダが監督に就任すると、レギュラーを奪取した。この年は結局51試合出場と出場機会を増やした。
2018年6月8日に2022年6月まで契約延長、違約金も5000万ユーロから7000万ユーロへと引き上げられた。
2019年もカンピオナート・カリオカ制覇に大きく貢献し、ヨーロッパのクラブからも狙われ続ける存在になるなど、フラメンゴでのスタープレイヤーに成長した。しかし8月には家庭の事情を理由にリーグ戦への帯同を断ったためクラブから無期限の出場停止処分となった。その後同月22日のコパ・リベルタドーレス2019の準々決勝前にクラブに復帰した。

### アル・ヒラル
同月30日にサウジ・プロフェッショナルリーグのアル・ヒラルが獲得を発表。移籍金は750万ユーロと報じられている。

### アル・シャバブ
2023年7月4日、アル・シャバブへ完全移籍することが発表された。

## 代表歴
U-17代表として2009 FIFA U-17ワールドカップに出場し7試合2得点。4位入賞に貢献した。
U-20代表としては2011 南米ユース選手権に出場した。
2015年9月8日に行われたペルー代表との親善試合でスターティングメンバーに名を連ね、A代表初出場。
2018年3月には2018 FIFAワールドカップの35人の暫定メンバーに入ったが、最終的な23人からは落選した。
2019年5月30日にカルロス・ケイロス監督にコパ・アメリカ2019のメンバーとして招集された。パラグアイ代表戦のみの出場機会であったが、彼はこの試合でスターティングメンバーとして出場し試合唯一の得点をあげた。